# Llobregat d’Empordà
A Llobregat d'Empordà egy folyó a katalóniai Alt Empordà régióban, a Muga Franciaország felől érkező bal mellékfolyója. Nem tévesztendő össze a Barcelona déli határát képező "nagy" Llobregat folyóval. A forrása pár száz méterre van a l'Albère (katalánul: l'Albera) folyótól, ez a Puig de Llobregat, illetve Le Perthus közelében a Rome folyótól, amely tart a Tech folyóhoz, mely Perpignan alatt ömlik a tengerbe.
A folyót a tavaszi és őszi esők táplálják, vízhozamának minimuma augusztusban van.

## Útja
A Llobregat d'Empordà folyó Puig de Llobregat felől pár kilométer után eléri Jonquera települést, mely ugyanolyan közel van a határhoz, mint Franciaország innen nézve első települése, Le Boulou, itt egy fontos útelágazás is van, itt ér véget a Via Domitia és kezdődik a Via Augusta Tarraconensis római provinciában, melynek emléke ma is látható.
A folyó innen délre fordul és még Perlada és Vilanova de la Muga között, Figuerestől keletre eléri Muga folyót.

## Világa
A Llobregat d'Empordà növényvilágában az éger és nyárfa játssza a legfőbb szerepet.
A folyó állatvilágában nagy számban találhatók az alábbi fajták: márna, pisztráng, rák, angolna, kígyók, szalamandrák, varangyok, békák.

## Fő mellékvizek
- Riu de Guilla
- L'Orlina
- Ricardell
- Riera de Torrelles
- Merdançà